# Эфиопские горные леса
Эфиопские горные леса — экорегион, окружающий высокогорья Эфиопии и простирающийся до Эритреи, Сомали, Судана и Египта. Статус сохранности экорегиона оценивается как критический, большое число обитающих там видов животных находятся под угрозой исчезновения. Специальный код экорегиона — AT0112.

## Ландшафт
В среднем высота региона над уровнем моря составляет от 1100 до 1800 м. Субстрат горных лесов на юго-западе Эфиопии и Эритреи образуют докембрийские породы. Почвы очень бесплодны, несмотря на это регион густонаселён.

## Климат
Годовое количество осадков варьируется от 600 мм на самых засушливых участках до более 1500 мм на более влажных. С мая по октябрь с юго-запада дуют ветры и приносят дожди в эфиопскую часть экорегиона, в остальное время береговые ветры приносят влагу в эритрейскую часть со стороны Красного Моря.
Обычно максимальная годовая температура составляет 18 — 24 °C, минимальная — 12 — 15 °C.
После вулканического периода, закончившегося 4—5 млн лет назад, в регионе последовали климатические колебания в плиоцене и плейстоцене.

## Флора и фауна
На низких высотах экорегиона в лесистой местности произрастают такие виды, как коммифора, акация, терминалия и босвеллия. Выше находятся вечнозелёные леса и кустарники. Хвойные деревья афрокарпус серповидный и можжевельник стройный преобладают в высоких и влажных районах. Полог леса составляют виды Warburgia ugandensis, Croton macrostachyus, Syzygium guineense.
До заселения Африканского Рога людьми в регионе произрастало гораздо больше растительности. На данный момент большая его часть покрыта сельскохозяйственными угодьями.
Типы лесов варьируются от засушливых до влажных, что придаёт биоразнообразия региону. На юго-востоке Эфиопского нагорья расположена область эндемизма птиц, ещё одна — на севере нагорья. К почти эндемичным птицам, обитающим в этом регионе, относятся Oriolus monacha, Sylvia galinieri, Melaenornis chocolatinus и Poicephalus flavifrons. Среди строгих эндемичных птиц четыре находятся под угрозой исчезновения: Francolinus ochropectus, Francolinus harwoodi, Tauraco ruspoli и Serinus flavigula.
Среди млекопитающих в регионе встречаются белозубка Харенны, эфиопская кустарниковая крыса и бушбок. Хищники включают каракалов, обыкновенных шакалов, чепрачных шакалов, леопардов, львов, пятнистых гиен и сервалов. Многие из данных млекопитающих обитают только на охраняемых территориях. В начале 1900-х годов тут также обитали саванные слоны, чёрные носороги, африканские буйволы и ориксы, но впоследствии людьми в этом регионе они были уничтожены.

## Влияние людей
Вследствие деятельности человека экорегион находится под угрозой исчезновения. Главной угрозой является сельское хозяйство в сочетании с чрезмерным выпасом скота и вырубкой деревьев и использованием её в качестве топлива. Экорегион очень плохо защищён, большинство охраняемых зон на его территории расположены в Эфиопии и в основном охватывают другие экологические регионы.

## Провинции, полностью или частично расположенные в экорегионе
- Египет: Красное Море;
- Сомали,  Сомалиленд: Аудаль;
- Судан: Красное Море;
- Эритрея: Ансэба, Гаш-Барка, Дэбуб, Маэкель, Сэмиэн-Кэй-Бахри;
- Эфиопия: Амхара, Афар, Бенишангуль-Гумуз, Гамбела, Оромия, Регион народов юго-запада Эфиопии, Регион наций, национальностей и народов Юга, Сидама, Сомали, Тыграй, Харари.